# Cyclopodia tenuis
Cyclopodia tenuis är en tvåvingeart som beskrevs av Stekhoven och Johann Dietrich Franz Hardenberg 1938. Cyclopodia tenuis ingår i släktet Cyclopodia och familjen lusflugor. Inga underarter finns listade i Catalogue of Life.